# Communauté de communes du Montreuillois
Die Communauté de communes du Montreuillois war ein französischer Gemeindeverband mit der Rechtsform einer Communauté de communes im Département Pas-de-Calais in der Region Hauts-de-France. Sie wurde am 28. Januar 2001 gegründet und umfasste 21 Gemeinden. Der Verwaltungssitz befand sich im Ort Montreuil-sur-Mer.

## Historische Entwicklung
Am 1. Januar 2017 wurde der Gemeindeverband mit 
- Communauté de communes Opale Sud und
- Communauté de communes Mer et Terres d’Opale

zur neuen Communauté d’agglomération des Deux Baies en Montreuillois zusammengeschlossen.

## Ehemalige Mitgliedsgemeinden
1. Attin
2. Beaumerie-Saint-Martin
3. Bernieulles
4. Beutin
5. La Calotterie
6. Campigneulles-les-Grandes
7. Campigneulles-les-Petites
8. Écuires
9. Estrée
10. Estréelles
11. Hubersent
12. Inxent
13. Lépine
14. La Madelaine-sous-Montreuil
15. Montcavrel
16. Montreuil-sur-Mer
17. Nempont-Saint-Firmin
18. Neuville-sous-Montreuil
19. Recques-sur-Course
20. Sorrus
21. Wailly-Beaucamp